# Srbsko na Eurovision Song Contest
Srbsko se zúčastnilo 17 ročníků soutěže Eurovision Song Contest, poprvé v roce 2007. Hned při první účasti země dokázala soutěž vyhrát, a to díky Mariji Šerifovićové s písní „Molitva“. Srbsko skončilo mezi nejlepšími pěti ještě dvakrát, v roce 2007 se umístil na třetím místě Željko Joksimović s písní „Nije ljubav stvar“ a v roce 2022 byla pátá Konstrakta díky písni „In corpore sano“.

## Výsledky
| Rok                    | Interpret                            | Píseň                                  | Jazyk                | Finále        | Finále        | Semifinále    | Semifinále    |
| Rok                    | Interpret                            | Píseň                                  | Jazyk                | Pořadí        | Body          | Pořadí        | Body          |
| ---------------------- | ------------------------------------ | -------------------------------------- | -------------------- | ------------- | ------------- | ------------- | ------------- |
| 2007                   | Marija Šerifovićová                  | „Molitva“ (Молитва)                    | srbština             | 1.            | 268           | 1.            | 298           |
| 2008                   | Jelena Tomaševićová feat. Bora Dugić | „Oro“ (Оро)                            | srbština             | 6.            | 160           | pořadatel     | pořadatel     |
| 2009                   | Marko Kon a Milaan                   | „Cipela“ (Ципела)                      | srbština             | nepostup      | nepostup      | 10.           | 60            |
| 2010                   | Milan Stanković                      | „Ovo je Balkan“ (Ово је Балкан)        | srbština             | 13.           | 72            | 5.            | 79            |
| 2011                   | Nina                                 | „Čaroban“ (Чаробан)                    | srbština             | 14.           | 85            | 8.            | 67            |
| 2012                   | Željko Joksimović                    | „Nije ljubav stvar“ (Није љубав ствар) | srbština             | 3.            | 214           | 2.            | 159           |
| 2013                   | Moje 3                               | „Ljubav je svuda“ (Љубав је свуда)     | srbština             | nepostup      | nepostup      | 11.           | 46            |
| bez účasti v roce 2014 |                                      |                                        |                      |               |               |               |               |
| 2015                   | Bojana Stamenov                      | „Beauty Never Lies“                    | angličtina           | 10.           | 53            | 9.            | 63            |
| 2016                   | Sanja Vučić Zaa                      | „Goodbye (Shelter)“                    | angličtina           | 18.           | 115           | 10.           | 105           |
| 2017                   | Tijana Bogićević                     | „In Too Deep“                          | angličtina           | nepostup      | nepostup      | 11.           | 98            |
| 2018                   | Sanja Ilić a Balkanika               | „Nova deca“ (Нова деца)                | srbština             | 19.           | 113           | 9.            | 117           |
| 2019                   | Nevena Božović                       | „Kruna“ (Круна)                        | srbština             | 18.           | 89            | 7.            | 156           |
| 2020                   | Hurricane                            | „Hasta la vista“                       | srbština             | ročník zrušen | ročník zrušen | ročník zrušen | ročník zrušen |
| 2021                   | Hurricane                            | „Loco Loco“                            | srbština             | 15.           | 102           | 8.            | 124           |
| 2022                   | Konstrakta                           | „In corpore sano“                      | srbština, latina     | 5.            | 312           | 3.            | 237           |
| 2023                   | Luke Black                           | „Samo mi se spava“ (Само ми се спава)  | srbština, angličtina | 24.           | 30            | 10.           | 37            |
| 2024                   | Teya Dora                            | „Ramonda“ (Рамонда)                    | srbština             | 17.           | 54            | 10.           | 47            |
| 2025                   | Princ                                | „Mila“ (Мила)                          | srbština             | nepostup      | nepostup      | 14.           | 28            |

| Legenda | Legenda                              |
| ------- | ------------------------------------ |
| 1       | 1. místo                             |
| 2       | 2. místo                             |
| 3       | 3. místo                             |
| X       | interpret vybrán, ale nezúčastnil se |

## Galerie

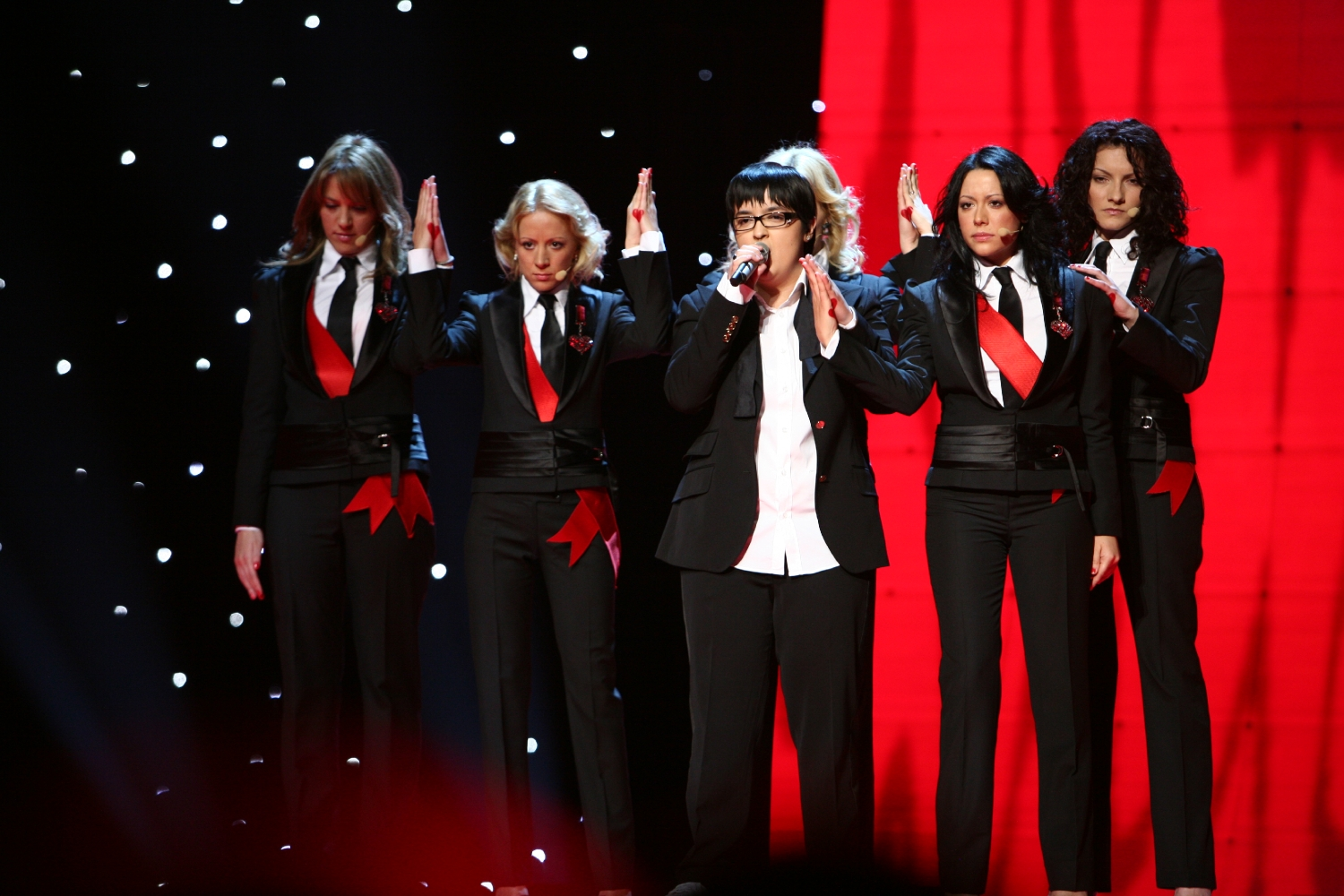
Marija Šerifovićová v Helsinkách (2007)
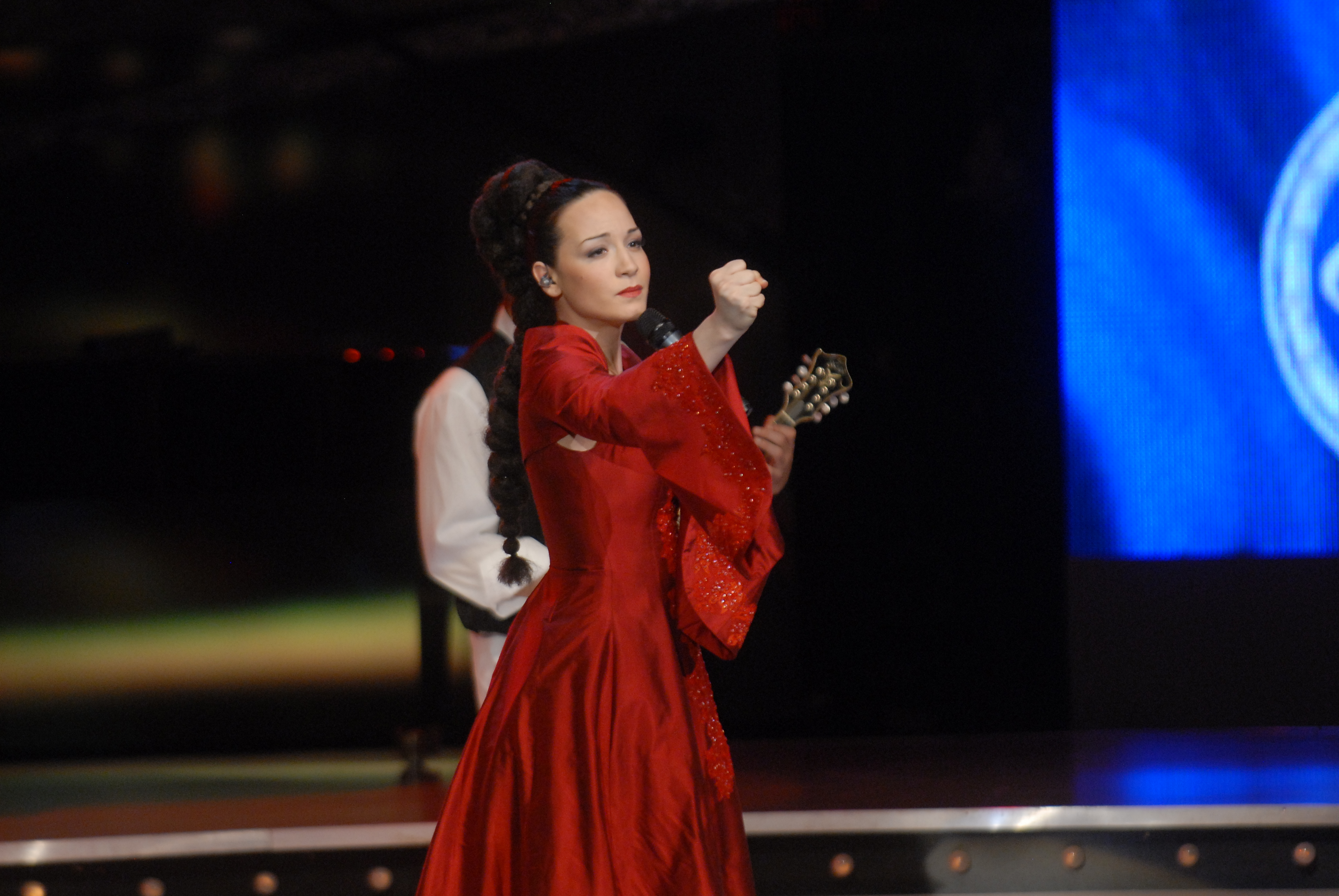
Jelena Tomaševićová v Bělehradu (2008)
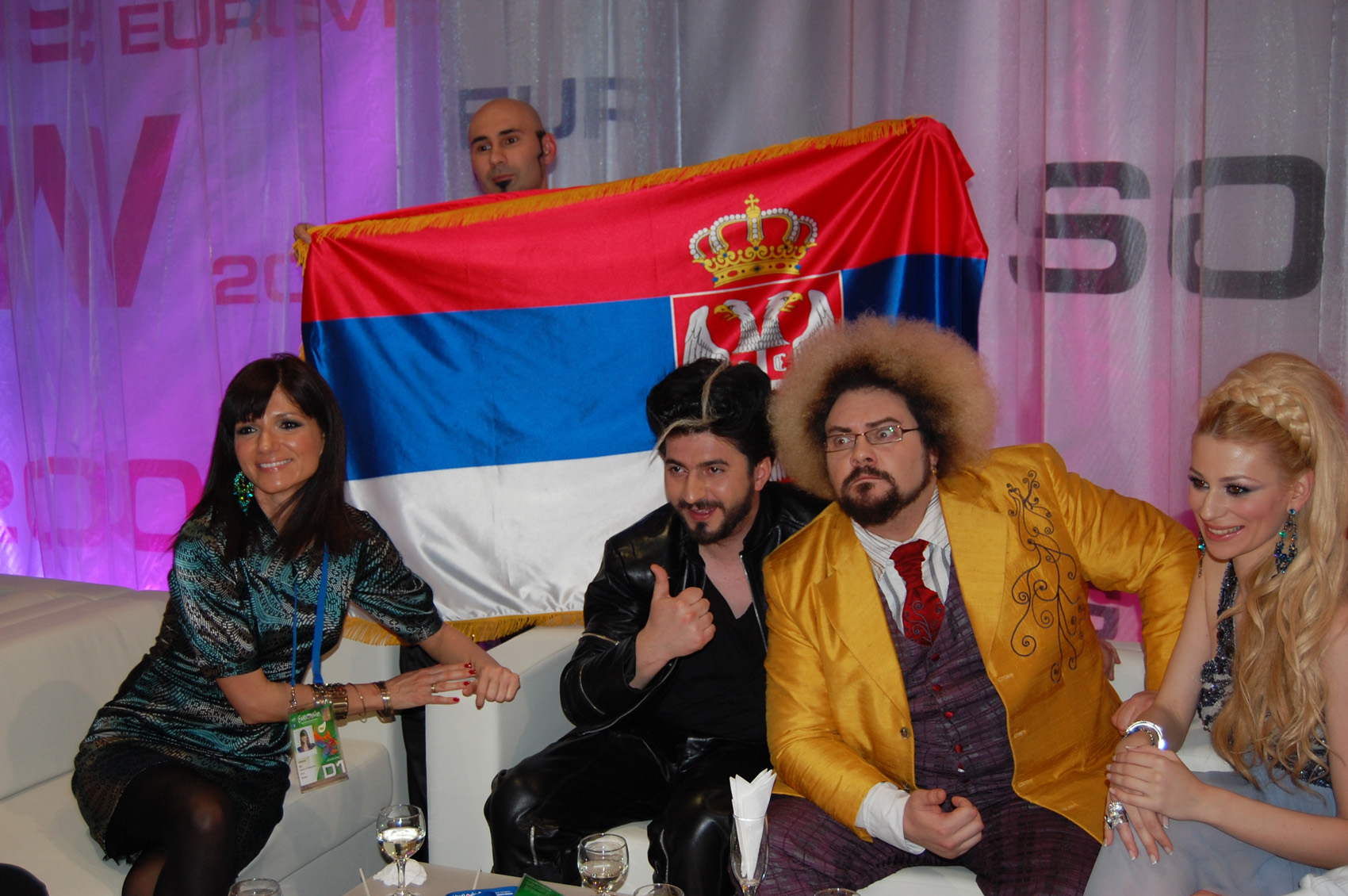
Marko Kon v Moskvě (2009)
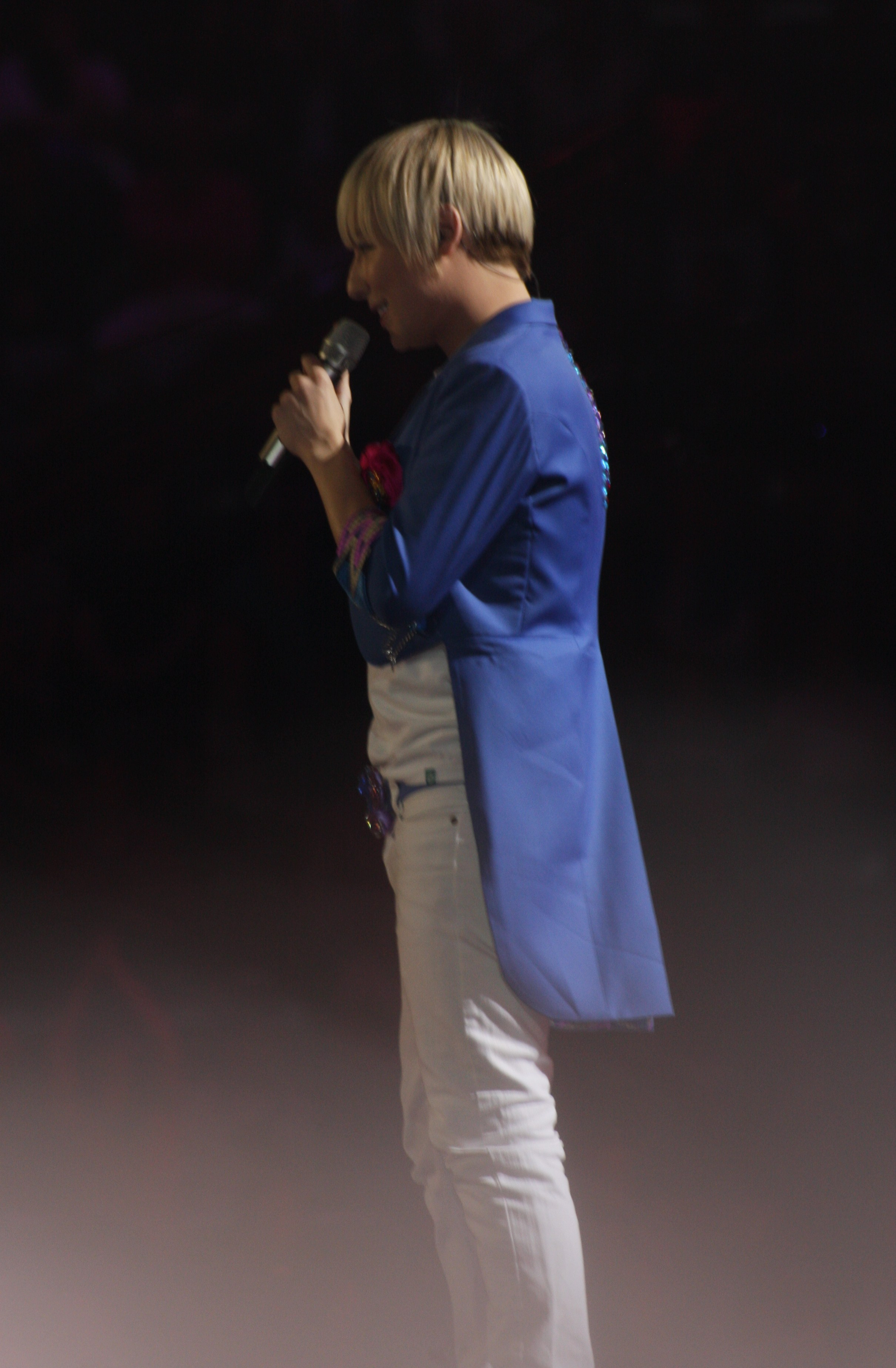
Milan Stanković v Oslu (2010)
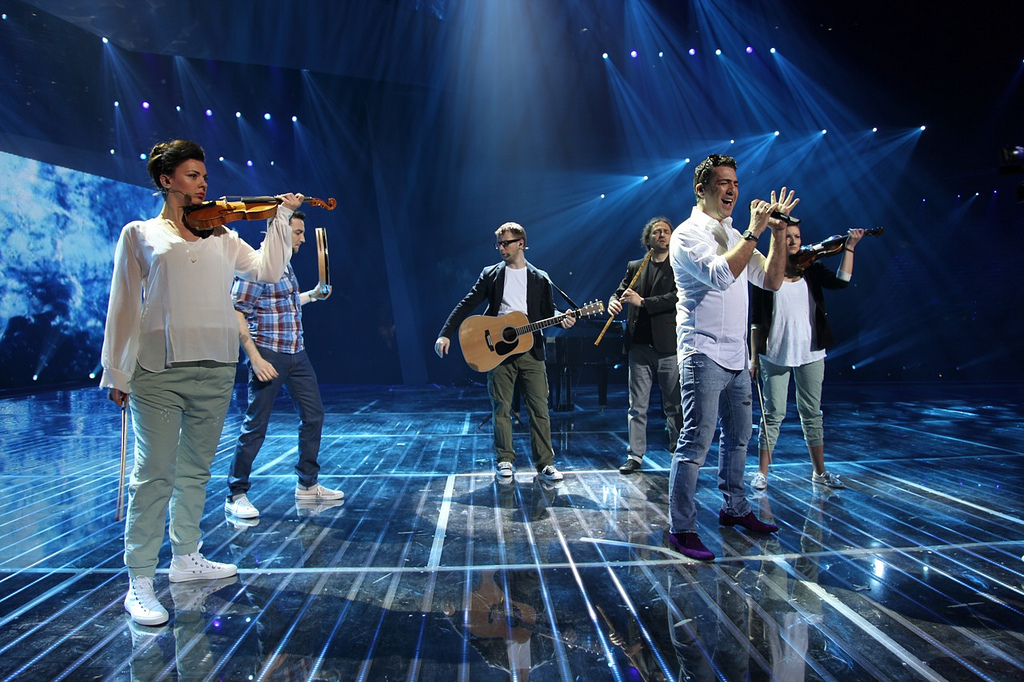
Željko Joksimović v Baku (2012)
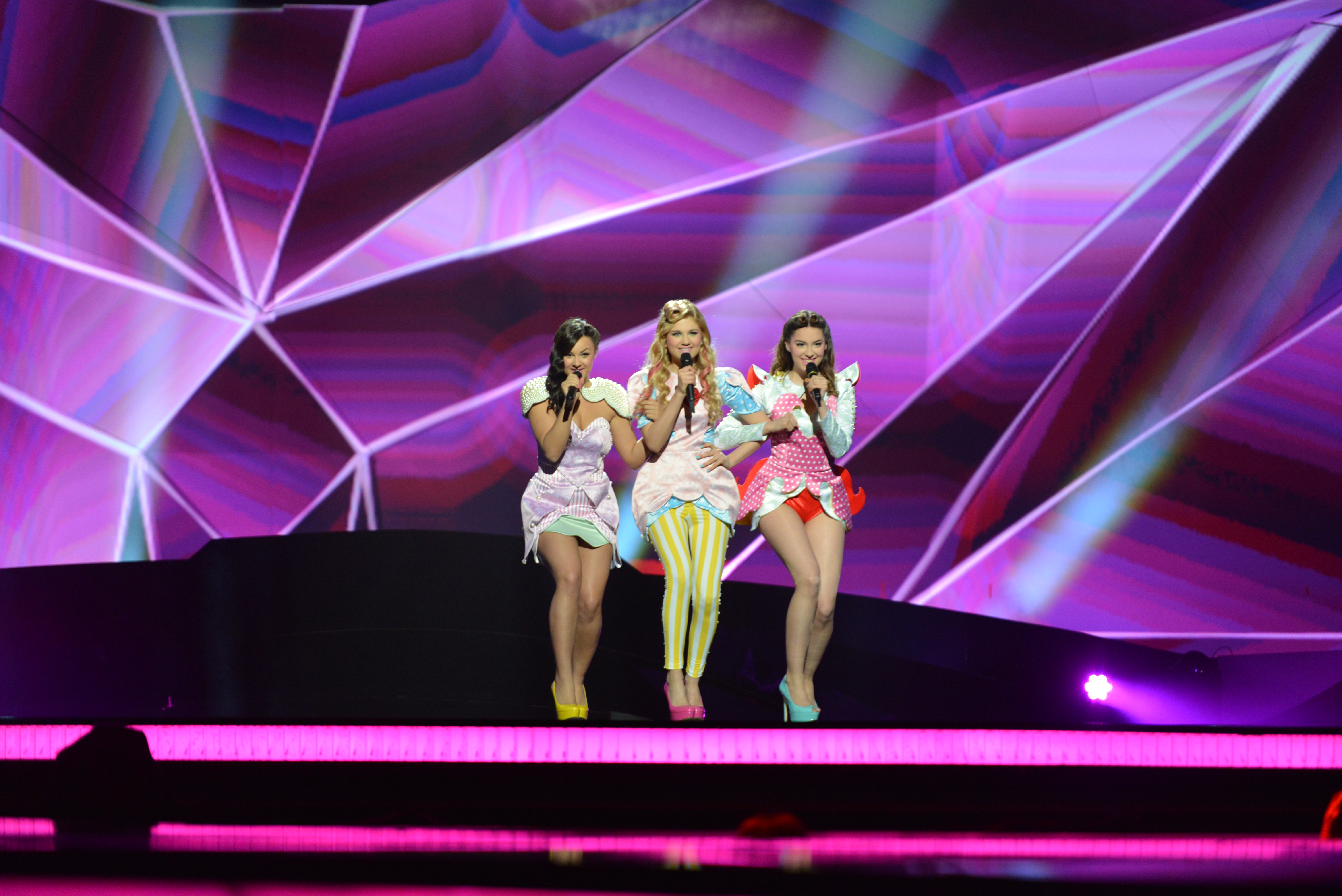
Moje 3 v Malmö (2013)
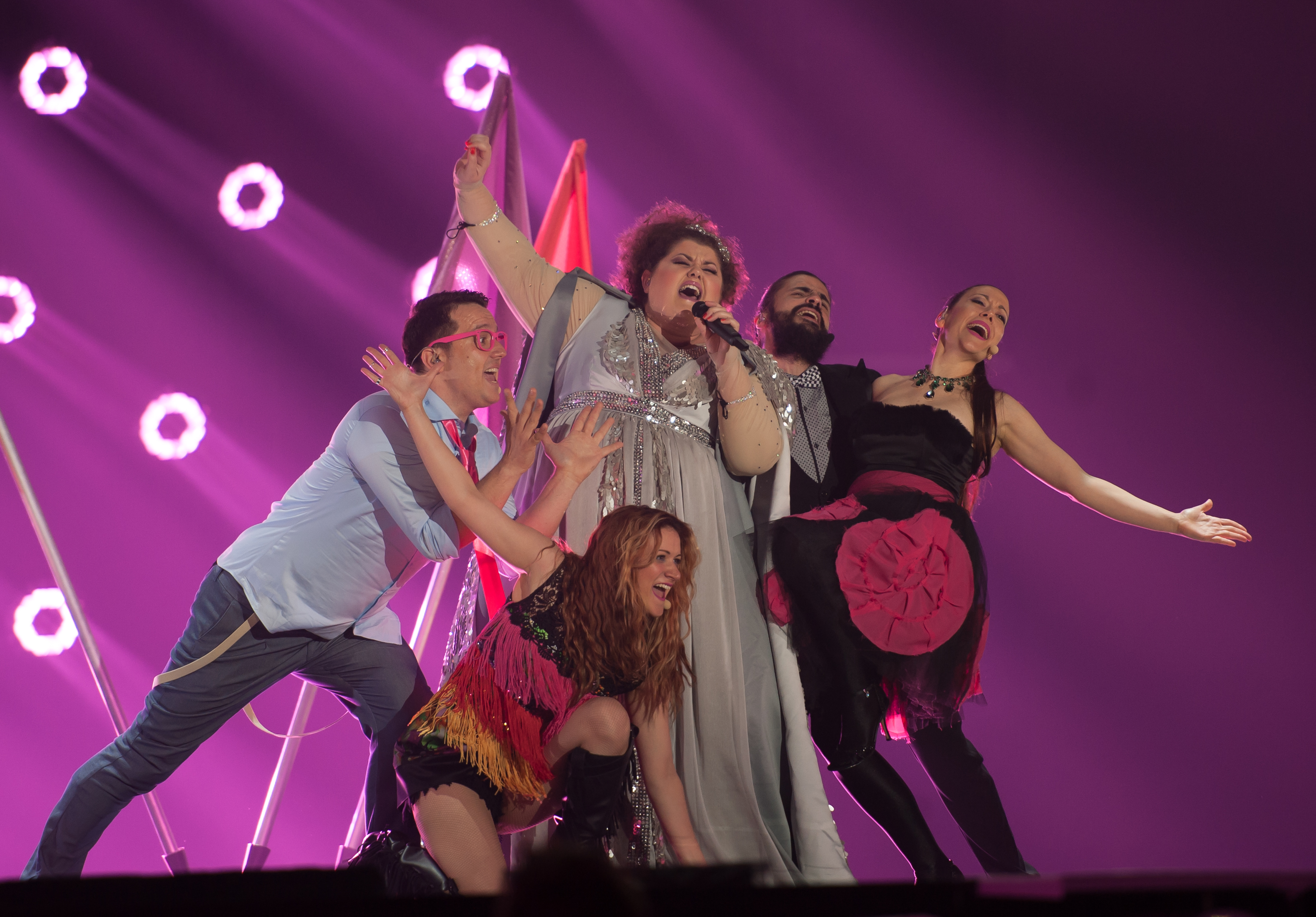
Bojana Stamenov ve Vídni (2015)
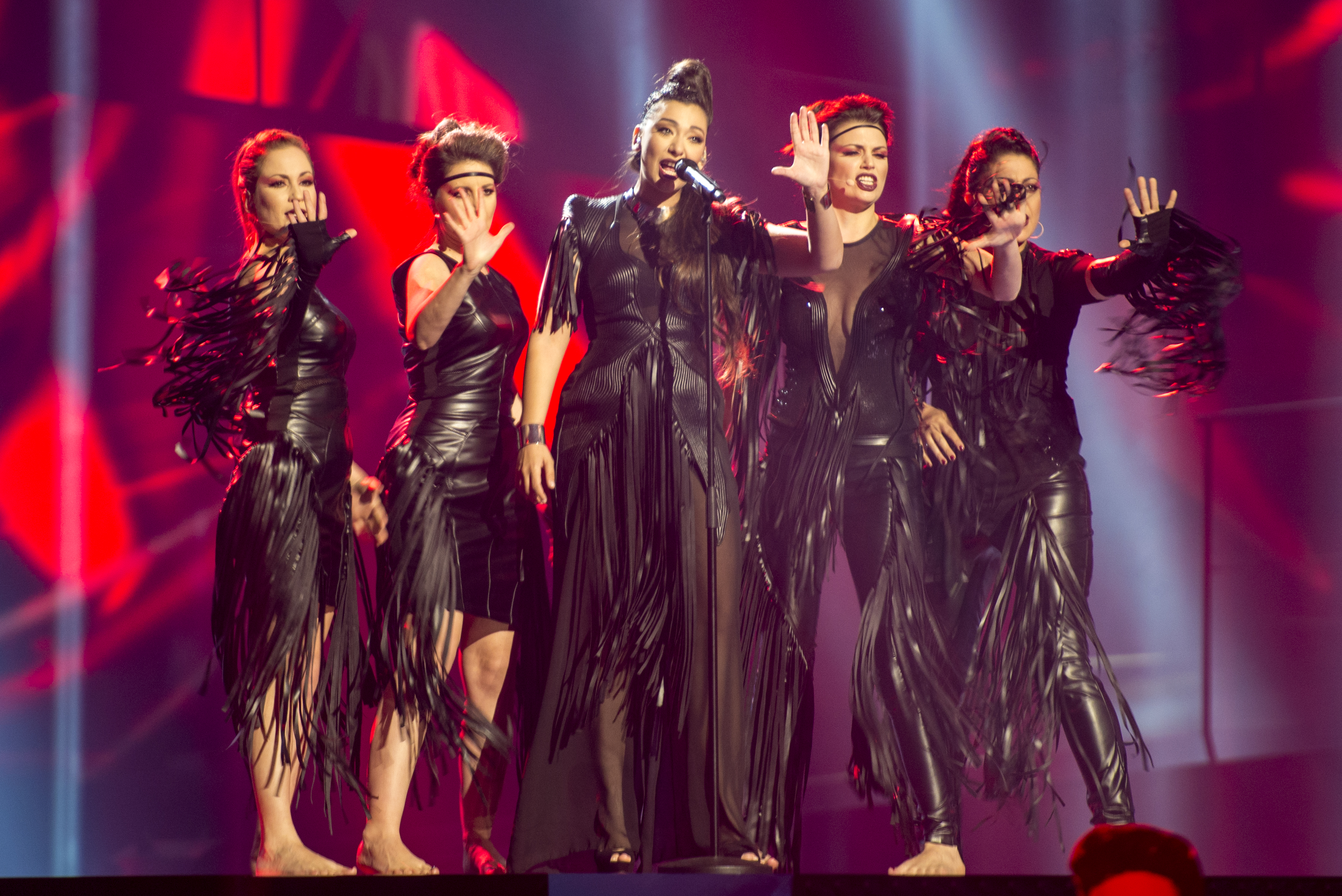
Sanja Vučić ve Stockholmu (2016)
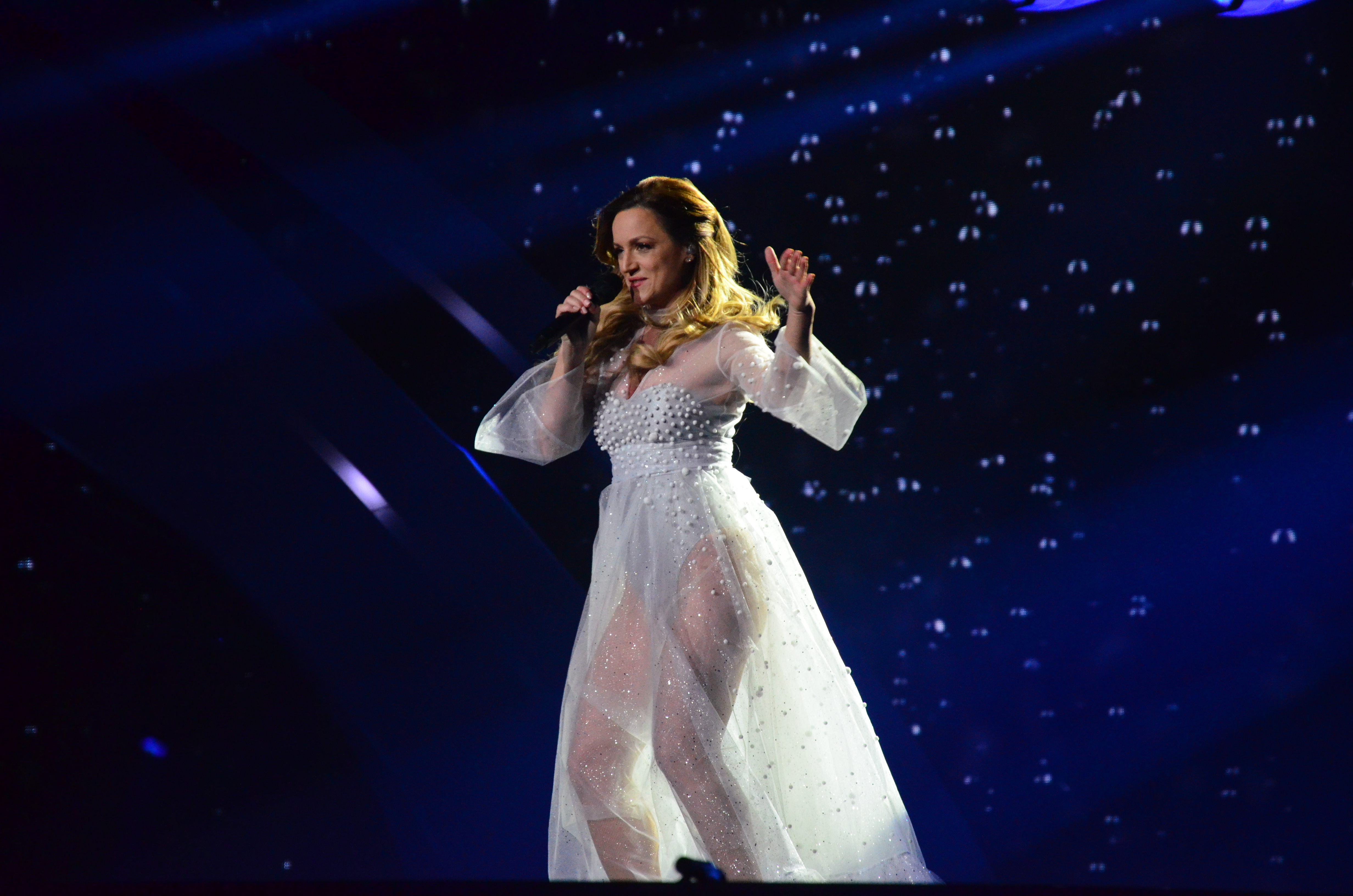
Tijana Bogićević v Kyjevě (2017)
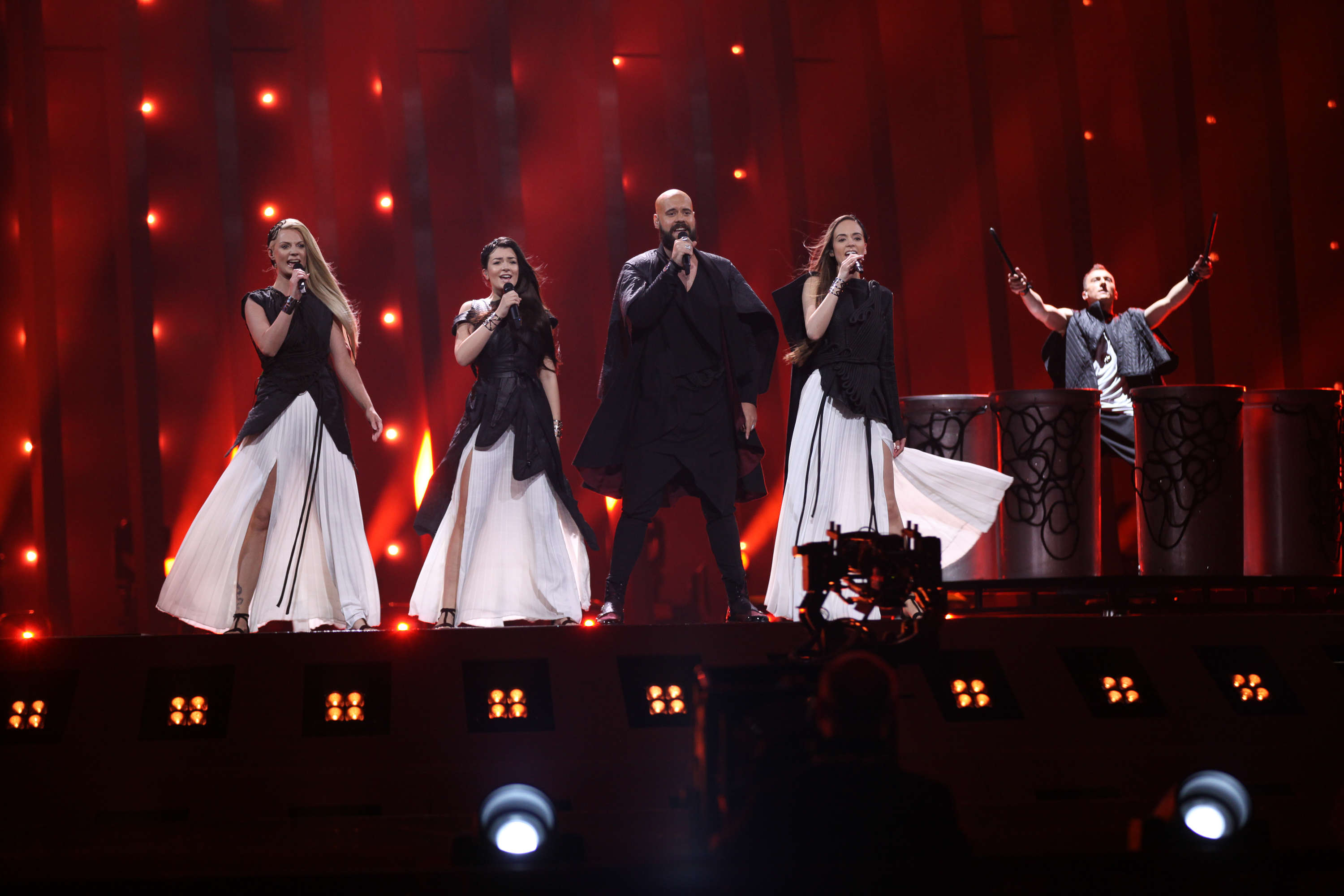
Sanja Ilić & Balkanika v Lisabonu (2018)
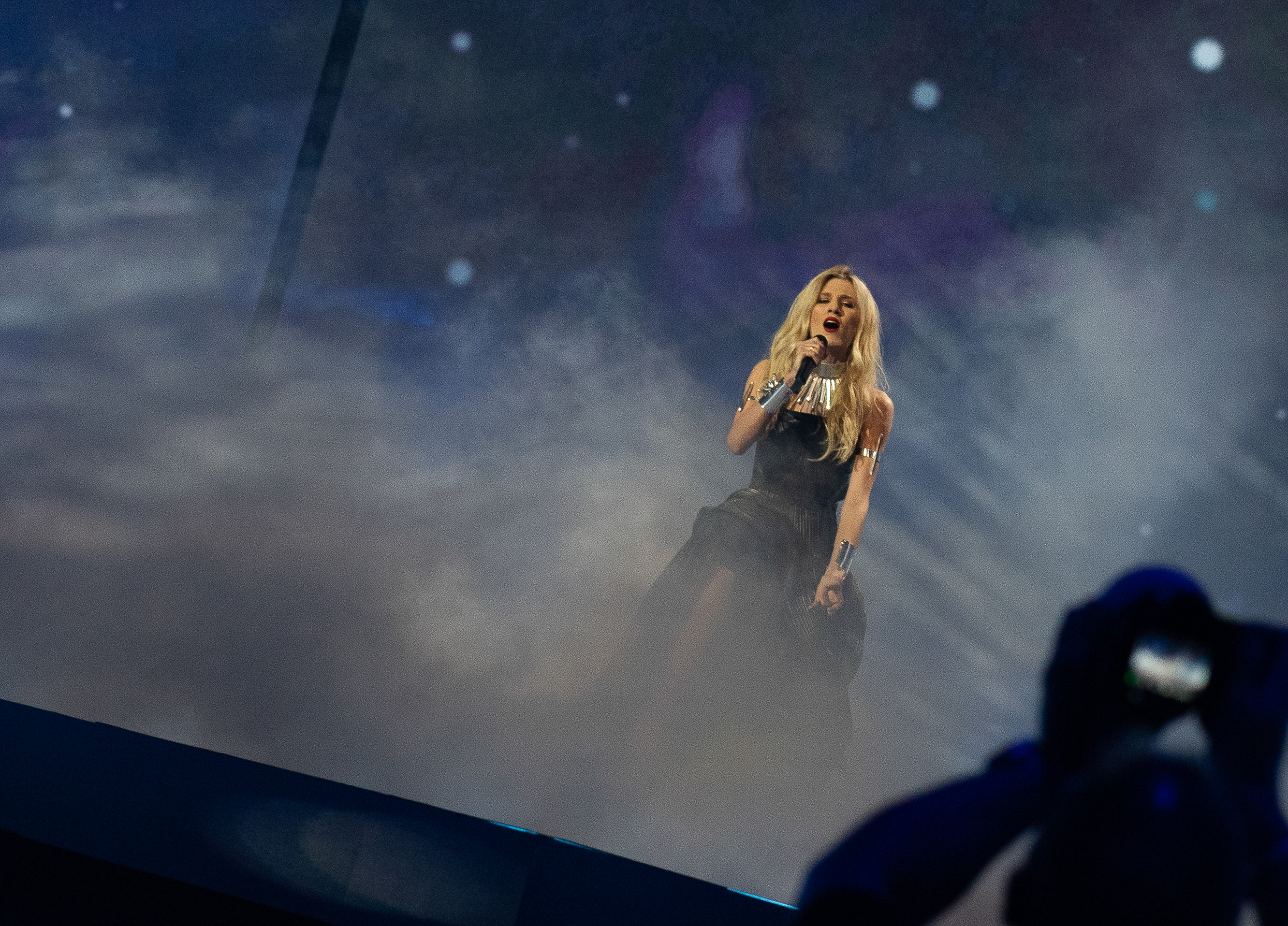
Nevena Božović v Tel Avivu (2019)
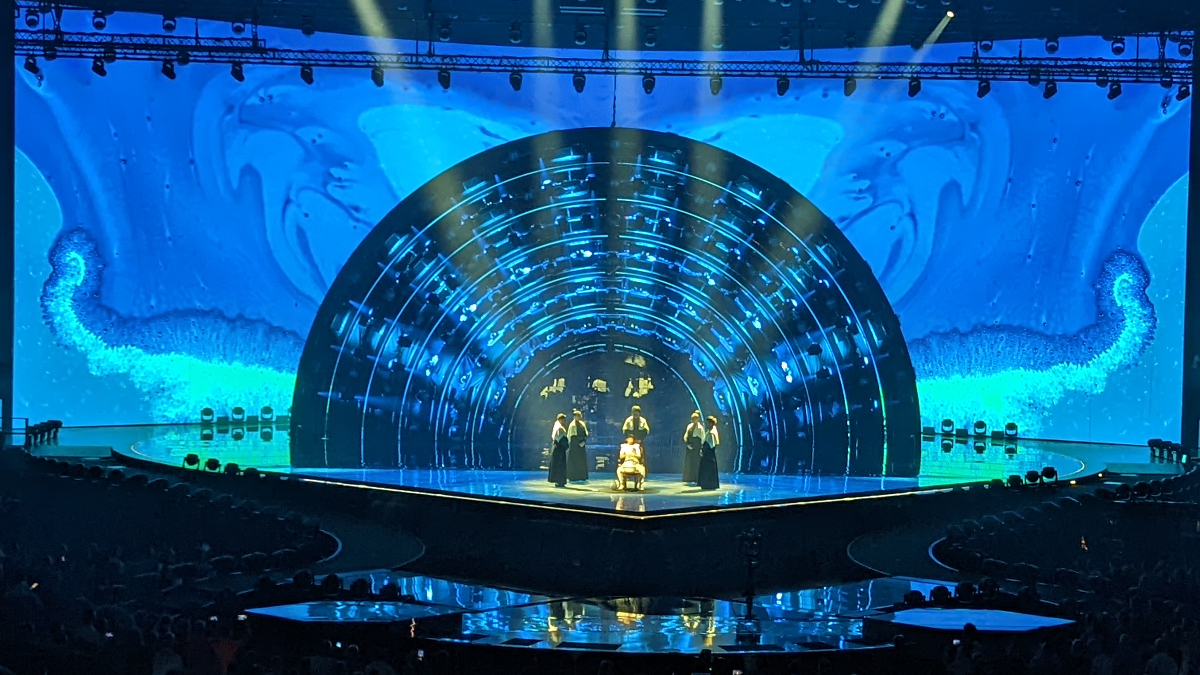
Konstrakta v Turíně (2022)
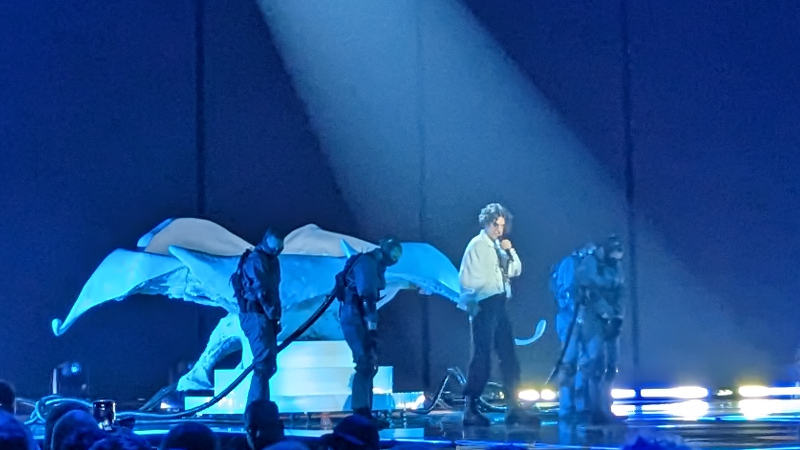
Luke Black v Liverpoolu (2023)
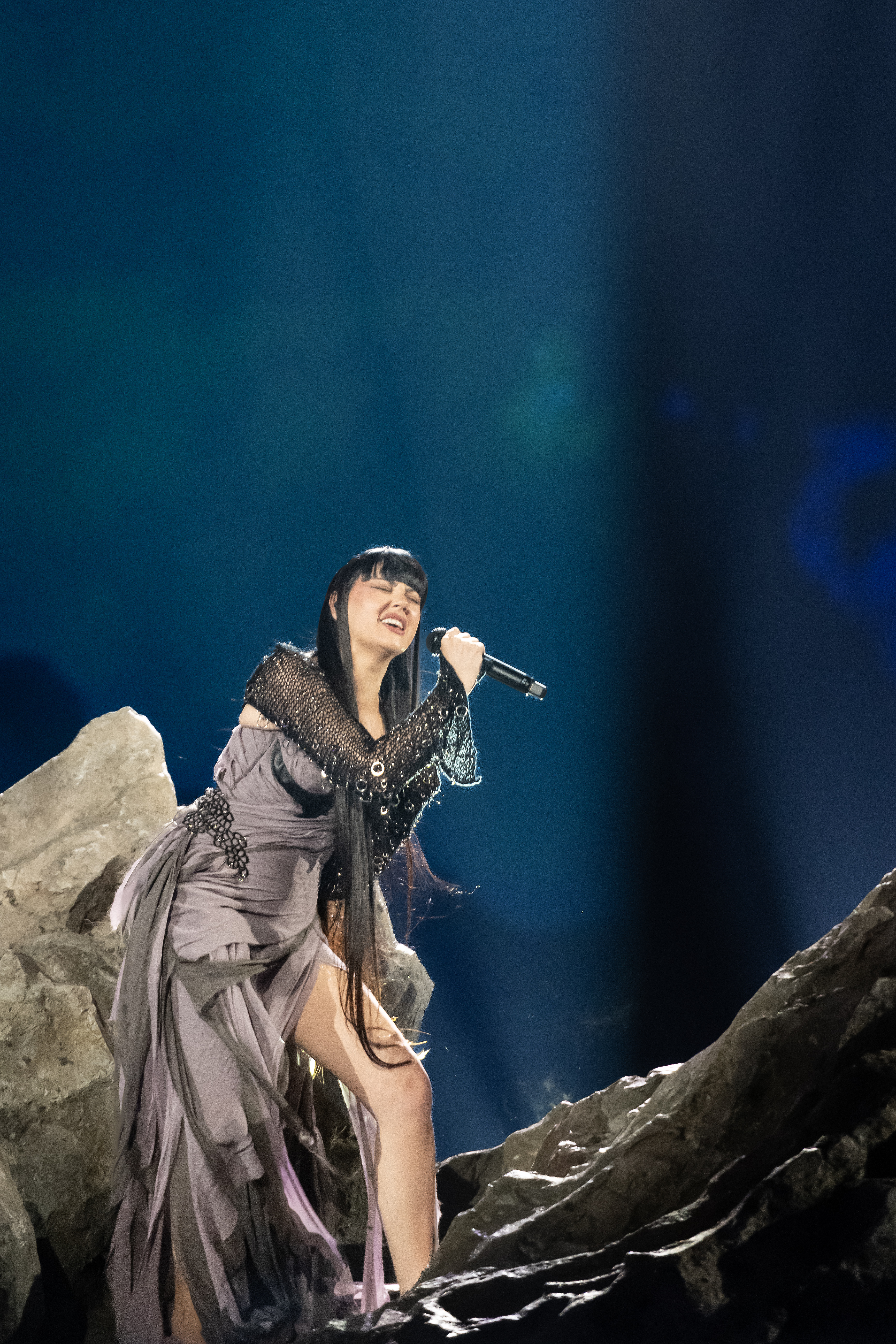
Teya Dora v Malmö (2024)
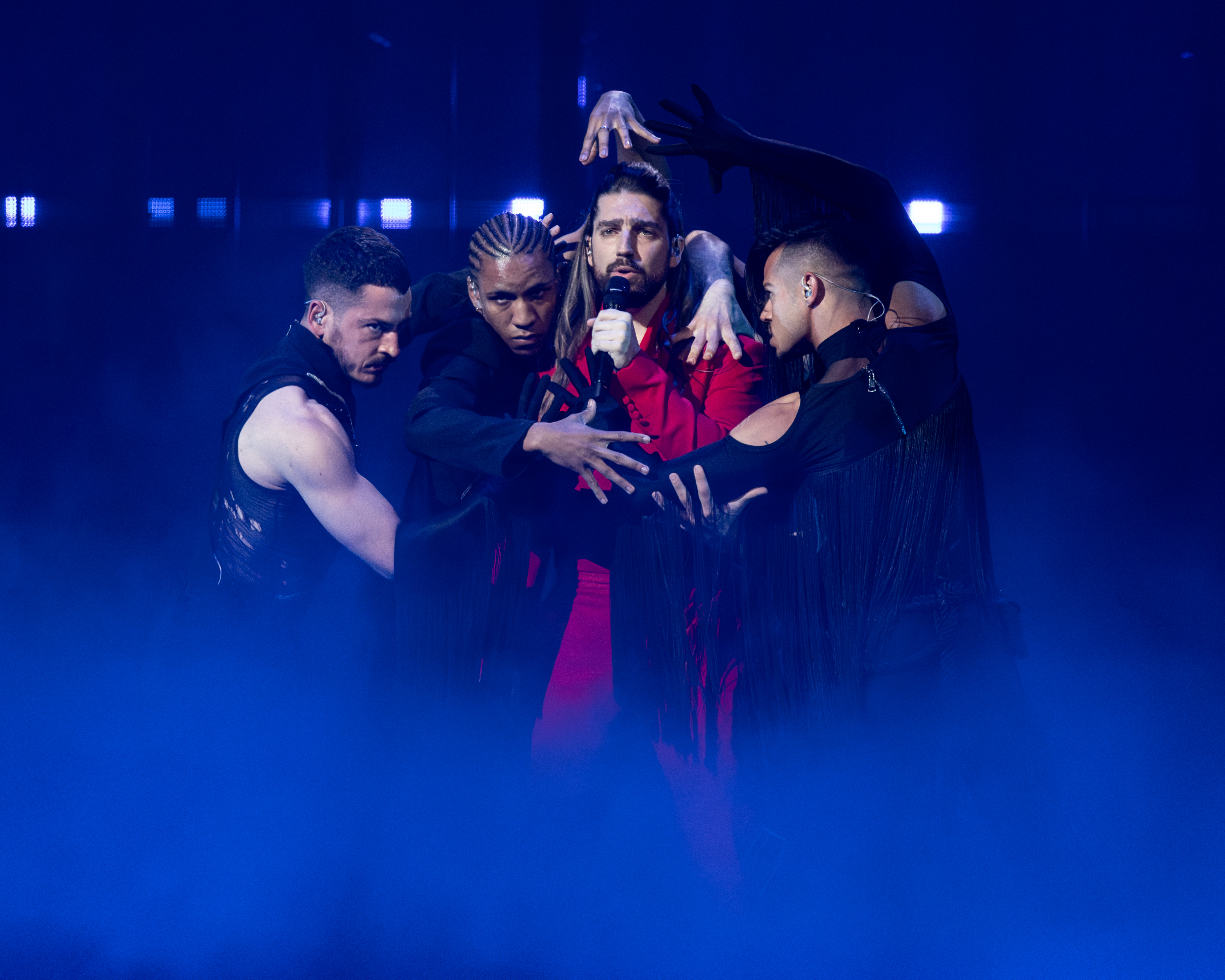
Princ v Basileji (2025)